# Peaky Blinders – Gangs of Birmingham/Episodenliste

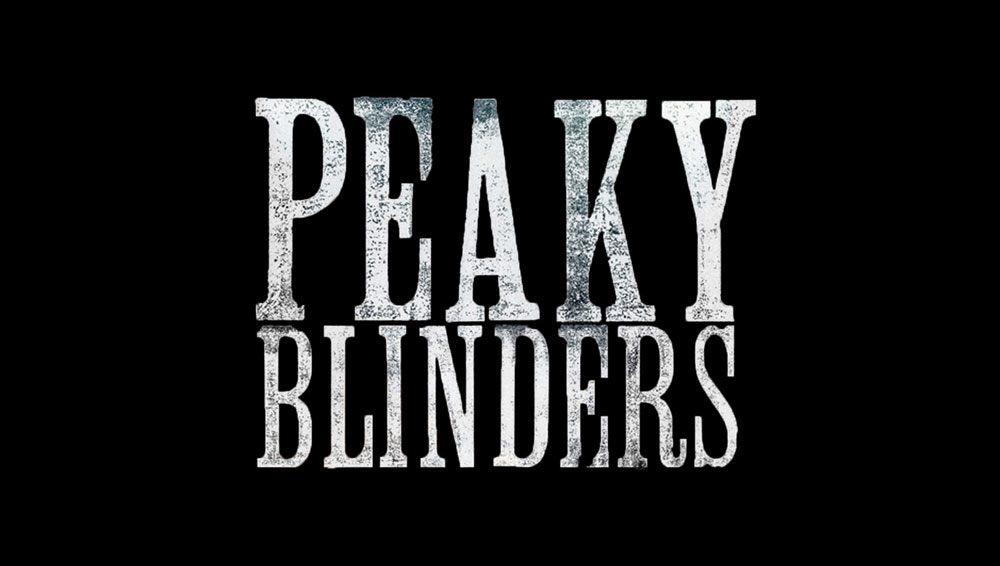
Logo zur Serie

Diese Episodenliste enthält alle Episoden der britischen Dramaserie Peaky Blinders – Gangs of Birmingham, sortiert nach der britischen Erstausstrahlung. Zwischen 2013 und 2022 wurden in sechs Staffeln insgesamt 36 Folgen mit einer Länge von jeweils etwa 60 Minuten produziert.

## Übersicht
| Staffel | Episodenanzahl | Erstausstrahlung UK | Erstausstrahlung UK | Deutschsprachige Erstausstrahlung (D) | Deutschsprachige Erstausstrahlung (D) |
| Staffel | Episodenanzahl | Premiere            | Finale              | Premiere                              | Finale                                |
| ------- | -------------- | ------------------- | ------------------- | ------------------------------------- | ------------------------------------- |
| 1       | 6              | 12. September 2013  | 17. Oktober 2013    | 2. Juni 2014                          | 7. Juli 2014                          |
| 2       | 6              | 2. Oktober 2014     | 6. November 2014    | 5. Februar 2015                       | 12. März 2015                         |
| 3       | 6              | 5. Mai 2016         | 9. Juni 2016        | 8. Juni 2017                          | 15. Juni 2017                         |
| 4       | 6              | 15. November 2017   | 20. Dezember 2017   | 29. Dezember 2017                     | 29. Dezember 2017                     |
| 5       | 6              | 25. August 2019     | 22. September 2019  | 4. Oktober 2019                       | 4. Oktober 2019                       |
| 6       | 6              | 27. Februar 2022    | 3. April 2022       | 10. Juni 2022                         | 10. Juni 2022                         |

## Staffel 1
Die Erstausstrahlung der ersten Staffel fand vom 12. September bis zum 17. Oktober 2013 auf dem britischen Fernsehsender BBC Two statt. Die deutschsprachige Erstausstrahlung sendete der Pay-TV-Sender Sky Atlantic vom 2. Juni bis zum 7. Juli 2014.
| Nr. (ges.) | Nr. (St.) | Deutscher Titel      | Originaltitel | Erstausstrahlung UK | Deutschsprachige Erstausstrahlung (D) | Regie         | Drehbuch                        |
| ---------- | --------- | -------------------- | ------------- | ------------------- | ------------------------------------- | ------------- | ------------------------------- |
| 1          | 1         | Geschenk des Teufels | Episode 1     | 12. Sep. 2013       | 2. Juni 2014                          | Otto Bathurst | Steven Knight                   |
| 2          | 2         | Waffenpoker          | Episode 2     | 19. Sep. 2013       | 9. Juni 2014                          | Otto Bathurst | Steven Knight                   |
| 3          | 3         | Auf der Rennbahn     | Episode 3     | 26. Sep. 2013       | 16. Juni 2014                         | Otto Bathurst | Steven Knight                   |
| 4          | 4         | Die Hochzeit         | Episode 4     | 3. Okt. 2013        | 23. Juni 2014                         | Tom Harper    | Steven Knight & Stephen Russell |
| 5          | 5         | Das Grab             | Episode 5     | 10. Okt. 2013       | 30. Juni 2014                         | Tom Harper    | Steven Knight & Toby Finlay     |
| 6          | 6         | Showdown             | Episode 6     | 17. Okt. 2013       | 7. Juli 2014                          | Tom Harper    | Steven Knight                   |

## Staffel 2
Die Erstausstrahlung der zweiten Staffel fand vom 2. Oktober bis zum 6. November 2014 auf dem britischen Fernsehsender BBC Two statt. Die deutschsprachige Erstausstrahlung sendete der Pay-TV-Sender Sky Atlantic vom 5. Februar bis zum 12. März 2015.
| Nr. (ges.) | Nr. (St.) | Deutscher Titel        | Originaltitel | Erstausstrahlung UK | Deutschsprachige Erstausstrahlung (D) | Regie         | Drehbuch      |
| ---------- | --------- | ---------------------- | ------------- | ------------------- | ------------------------------------- | ------------- | ------------- |
| 7          | 1         | Gefährliche Allianzen  | Episode 1     | 2. Okt. 2014        | 5. Feb. 2015                          | Colm McCarthy | Steven Knight |
| 8          | 2         | Der verlorene Sohn     | Episode 2     | 9. Okt. 2014        | 12. Feb. 2015                         | Colm McCarthy | Steven Knight |
| 9          | 3         | Der Anschlag           | Episode 3     | 16. Okt. 2014       | 19. Feb. 2015                         | Colm McCarthy | Steven Knight |
| 10         | 4         | Ein riskanter Auftrag  | Episode 4     | 23. Okt. 2014       | 26. Feb. 2015                         | Colm McCarthy | Steven Knight |
| 11         | 5         | Der Ort des Geschehens | Episode 5     | 30. Okt. 2014       | 5. März 2015                          | Colm McCarthy | Steven Knight |
| 12         | 6         | Das Attentat           | Episode 6     | 6. Nov. 2014        | 12. März 2015                         | Colm McCarthy | Steven Knight |

## Staffel 3
Die Erstausstrahlung der dritten Staffel fand vom 5. Mai bis zum 9. Juni 2016 auf dem britischen Fernsehsender BBC Two statt. Die deutschsprachige Erstausstrahlung sendete der Fernsehsender Arte vom 8. Juni bis zum 15. Juni 2017.
| Nr. (ges.) | Nr. (St.) | Deutscher Titel | Originaltitel | Erstausstrahlung UK | Deutschsprachige Erstausstrahlung (D) | Regie        | Drehbuch      |
| ---------- | --------- | --------------- | ------------- | ------------------- | ------------------------------------- | ------------ | ------------- |
| 13         | 1         | Folge 1         | Episode 1     | 5. Mai 2016         | 8. Juni 2017                          | Tim Mielants | Steven Knight |
| 14         | 2         | Folge 2         | Episode 2     | 12. Mai 2016        | 8. Juni 2017                          | Tim Mielants | Steven Knight |
| 15         | 3         | Folge 3         | Episode 3     | 19. Mai 2016        | 8. Juni 2017                          | Tim Mielants | Steven Knight |
| 16         | 4         | Folge 4         | Episode 4     | 26. Mai 2016        | 15. Juni 2017                         | Tim Mielants | Steven Knight |
| 17         | 5         | Folge 5         | Episode 5     | 2. Juni 2016        | 15. Juni 2017                         | Tim Mielants | Steven Knight |
| 18         | 6         | Folge 6         | Episode 6     | 9. Juni 2016        | 15. Juni 2017                         | Tim Mielants | Steven Knight |

## Staffel 4
Die Erstausstrahlung der vierten Staffel fand vom 15. November bis zum 20. Dezember 2017 auf dem britischen Fernsehsender BBC Two statt. Die deutschsprachige Erstausstrahlung wurde am 29. Dezember 2017 auf Netflix per Stream veröffentlicht.
| Nr. (ges.) | Nr. (St.) | Deutscher Titel | Originaltitel | Erstausstrahlung UK | Deutschsprachige Erstveröffentlichung (D) | Regie         | Drehbuch      |
| ---------- | --------- | --------------- | ------------- | ------------------- | ----------------------------------------- | ------------- | ------------- |
| 19         | 1         | Folge 1         | The Noose     | 15. Nov. 2017       | 29. Dez. 2017                             | David Caffrey | Steven Knight |
| 20         | 2         | Folge 2         | Heathens      | 22. Nov. 2017       | 29. Dez. 2017                             | David Caffrey | Steven Knight |
| 21         | 3         | Folge 3         | Blackbird     | 29. Nov. 2017       | 29. Dez. 2017                             | David Caffrey | Steven Knight |
| 22         | 4         | Folge 4         | Dangerous     | 6. Dez. 2017        | 29. Dez. 2017                             | David Caffrey | Steven Knight |
| 23         | 5         | Folge 5         | The Duel      | 13. Dez. 2017       | 29. Dez. 2017                             | David Caffrey | Steven Knight |
| 24         | 6         | Folge 6         | The Company   | 20. Dez. 2017       | 29. Dez. 2017                             | David Caffrey | Steven Knight |

## Staffel 5
Die Erstausstrahlung der fünften Staffel fand vom 25. August bis zum 22. September 2019 auf dem britischen Fernsehsender BBC Two statt. Die deutschsprachige Erstausstrahlung wurde am 4. Oktober 2019 auf Netflix per Stream veröffentlicht.
| Nr. (ges.) | Nr. (St.) | Deutscher Titel    | Originaltitel | Erstausstrahlung UK | Deutschsprachige Erstveröffentlichung (D) | Regie         | Drehbuch      |
| ---------- | --------- | ------------------ | ------------- | ------------------- | ----------------------------------------- | ------------- | ------------- |
| 25         | 1         | Schwarzer Dienstag | Black Tuesday | 25. Aug. 2019       | 4. Okt. 2019                              | Anthony Byrne | Steven Knight |
| 26         | 2         | Schwarze Katzen    | Black Cats    | 26. Aug. 2019       | 4. Okt. 2019                              | Anthony Byrne | Steven Knight |
| 27         | 3         | Strategie          | Strategy      | 1. Sep. 2019        | 4. Okt. 2019                              | Anthony Byrne | Steven Knight |
| 28         | 4         | Die Schleife       | The Loop      | 8. Sep. 2019        | 4. Okt. 2019                              | Anthony Byrne | Steven Knight |
| 29         | 5         | Der Schock         | The Shock     | 15. Sep. 2019       | 4. Okt. 2019                              | Anthony Byrne | Steven Knight |
| 30         | 6         | Mr. Jones          | Mr Jones      | 22. Sep. 2019       | 4. Okt. 2019                              | Anthony Byrne | Steven Knight |

## Staffel 6
Die Erstausstrahlung der sechsten Staffel fand vom 27. Februar bis zum 3. April 2022 auf dem britischen Fernsehsender BBC One statt. Die deutschsprachige Erstausstrahlung wurde am 10. Juni 2022 auf Netflix per Stream veröffentlicht.
| Nr. (ges.) | Nr. (St.) | Deutscher Titel       | Originaltitel    | Erstausstrahlung UK | Deutschsprachige Erstveröffentlichung (D) | Regie         | Drehbuch      |
| ---------- | --------- | --------------------- | ---------------- | ------------------- | ----------------------------------------- | ------------- | ------------- |
| 31         | 1         | Ein schwarzer Tag     | Black Day        | 27. Feb. 2022       | 10. Juni 2022                             | Anthony Byrne | Steven Knight |
| 32         | 2         | Ein schwarzes Hemd    | Black Shirt      | 6. März 2022        | 10. Juni 2022                             | Anthony Byrne | Steven Knight |
| 33         | 3         | Gold                  | Gold             | 13. März 2022       | 10. Juni 2022                             | Anthony Byrne | Steven Knight |
| 34         | 4         | Der Saphir            | Sapphire         | 20. März 2022       | 10. Juni 2022                             | Anthony Byrne | Steven Knight |
| 35         | 5         | Der Weg in die Hölle  | The Road to Hell | 27. März 2022       | 10. Juni 2022                             | Anthony Byrne | Steven Knight |
| 36         | 6         | Schloss und Schlüssel | Lock and Key     | 3. Apr. 2022        | 10. Juni 2022                             | Anthony Byrne | Steven Knight |